# Ippa catathrausta
Ippa catathrausta är en fjärilsart som beskrevs av Edward Meyrick 1938. Ippa catathrausta ingår i släktet Ippa och familjen äkta malar. Inga underarter finns listade i Catalogue of Life.